# Stefan G. Rasmussen
Stefan G. Rasmussen (* 23. července 1947 v Randers) je dánský pilot a politik, poslanec za Konzervativní lidovou stranu v letech 1994 až 1996.
Celosvětově se proslavil v roce 1991 jako kapitán letu Scandinavian Airlines 751, když po selhání obou motorů krátce po startu dokázal přistát na mýtině v lese beze ztrát na životech, za což obdržel velké množství vyznamenání, včetně IFALPA Polaris Award a Zlaté medaile Karla XVI.